# Lukovo Point
Der Lukovo Point (englisch; bulgarisch нос Луково nos Lukowo) ist eine größtenteils unvereiste Landspitze an der Südküste der Livingston-Insel im Archipel der Südlichen Shetlandinseln. Sie liegt 1,8 km nordöstlich des Aldan Rock, 3,15 km ostnordöstlich des Hannah Point, 5 km westsüdwestlich des Ereby Point sowie 10,5 km nordwestlich des Miers Bluff und markiert die westliche Begrenzung der Einfahrt zur Mihaylovski Cove, einer Nebenbucht der South Bay. Nach Norden wird sie vom Krakra Bluff überragt.
Bulgarische Wissenschaftler kartierten sie 2005, 2009 und 2017. Die bulgarische Kommission für Antarktische Geographische Namen benannte sie 2017 nach Ortschaften im Westen und Süden Bulgariens.